# Chudadhut Dharadilok
Hoàng tử Chudadhuj Dharadilok, Hoàng tử Bejrapurana (tiếng Thái: จุฑาธุชธราดิลก; RTGS: Chuthathut Tharadilok), (4 Tháng 7 1892-8 Tháng 7 1923) là con trai của vua Chulalongkorn và hoàng hậu Saovabha của Thái Lan. Ông là một trong những hoàng tử Thái cao cấp nhất trong các quy tắc của anh đầy đủ của mình, vua Rama VI. Hoàng tử Chudadhuj kết hôn với Công chúa Bunchiradhorn Jumbala (tiếng Thái: บุญจิราธร ชุมพล; RTGS: Bunchirathon Chumphon) - Tuy nhiên, ông đã không có con với cô ấy.
Hoàng tử Dilok nghiên cứu tại Đại học Tübingen, Đức, tốt nghiệp với bằng tiến sĩ trong kinh tế vào năm 1907. Luận án của ông có tựa đề Nông nghiệp tại Xiêm La.
Ông có hai người con ngoài giá thú với người thường, người vẫn nhận được các bậc hoàng gia của Phra Worawong Ther Phra Ong Chao (tiếng Thái: พระวรวงศ์เธอ พระองค์เจ้า):
- Công chúa Sudasiri Sobha (tiếng Thái: สุทธสิริโสภา; RTGS: Sutthasirisopha, 1921-1998) được sản xuất bởi Mom La-or Sirisambandh (tiếng Thái: ลออ ศิริสัมพันธ์; RTGS: La-o Sirisamphan), người kết hôn với Hoàng tử Suvinit Kitiyakara đã có vấn đề.
- Hoàng tử Varananda Dhavaj (tiếng Thái: วรานนท์ ธวัช; RTGS: Waranonthawat, 1922-1990) được sản xuất bởi Mom Ravi Kayananda (tiếng Thái: ระวี ไกยานนท์; RTGS: Rawi Kaiyanon, 1922-1990), người đã kết hôn Pamela Smee, công chúa Galyani Vadhana Mahidol, công chúa Kawkaewprakaikavila Na Chiangmai và Srisalai Suchatwut. đã có vấn đề với Smee.

## Reference
- http://www.tkpark.or.th/new_version/article/tkpark_history.html Lưu trữ ngày 2 tháng 12 năm 2005 tại Wayback Machine
- http://www.soravij.com/chudadhuj.html Lưu trữ ngày 14 tháng 7 năm 2006 tại Wayback Machine
- http://freepages.genealogy.rootsweb.com/~royalty/thailand/i36.html Lưu trữ ngày 9 tháng 3 năm 2008 tại Wayback Machine